# Italia Viva
Italia Viva (IV) es un partido político italiano fundado el 18 de septiembre de 2019 por Matteo Renzi tras su salida del Partido Democrático.

## Historia
El 16 de septiembre de 2019, Matteo Renzi, ex presidente del Consejo y ex secretario del Partido Democrático, anunció en una entrevista a La República su salida de este último. Al día siguiente, dijo en el programa Porta a Porta que el nuevo partido se llamaría Italia Viva. En los días sucesivos, Renzi anunciaba los grupos parlamentarios y sus componentes. La mayoría de los parlamentarios de Italia Viva provenían del Partido Democrático, aunque algunos también de Forza Italia y del Movimiento 5 Estrellas.
Italia Viva nació como parte de la coalición del gobierno Conte II, también conformada por el Partido Democrático, el Movimiento 5 Estrellas y Libres e Iguales. En ese gobierno, el partido participaba del Poder Ejecutivo con dos Ministras, Elena Bonetti (Igualdad de Oportunidades y Familia) y Teresa Bellanova (Agricultura) y un Subsecretario, Ivan Scalfarotto (Asuntos Exteriores y Comercio Internacional). A la luz de diferencias sobre la gestión de los recursos contra la pandemia, en enero de 2021 Italia Viva se retiró del gobierno. Al encontrarse sin el apoyo parlamentario de Italia Viva, Conte presentó la renuncia. El proceso terminó con el nombramiento de Mario Draghi como Presidente del Consejo de Ministros, en un gobierno de unidad nacional, del que Italia Viva forma parte con la ministra Elena Bonetti, quien fue confirmada al frente del mismo Ministerio.